# Bolno
Bolno (macedónul: Болно) település Észak-Macedóniában, a Pelagonijai körzet Reszeni járásában.

## Népesség
| Lakosok száma | 632  | 662  | 600  | 480  | 517  | 434  | 289  | 237  | 195  |
|               | 1948 | 1953 | 1961 | 1971 | 1981 | 1991 | 1994 | 2002 | 2021 |

- 2002-ben 237 lakosa volt, akik közül 234 macedón, 1 szerb és 2 egyéb.